# Martín Satriano
Martín Adrián Satriano Costa (ur. 20 lutego 2001 w Montevideo) – urugwajski piłkarz, występujący na pozycji napastnika we francuskim klubie Stade Brestois 29, do którego jest wypożyczony z włoskiego Interu Mediolan oraz w reprezentacji Urugwaju. Wychowanek Club Nacional de Football.